# Richard Kunst
Richard Kunst (12 maart 1993) is een Nederlands korfballer. Hij speelt in de hoogste Nederlandse korfbalcompetitie, namelijk de Korfbal League namens PKC. In dienst van PKC won Kunst 
11 titels en won ook 2 keer de prijs van de Beste Korfballer van Nederland.
Ook was Kunst van 2012 t/m 2022 een speler van het Nederlands korfbalteam. In dienst van Oranje won hij goud op 5 internationale toernooien.
Kunst is momenteel de recordhouder binnen de Korfbal League betreft goals in 1 wedstrijd. Op 2 maart 2019 scoorde Kunst tegen KCC 18 goals in 1 wedstrijd.
Met dit record verbrak hij het vorige record van Jos Roseboom van 2008, dat dus al 11 jaar overeind stond.
Kunst studeerde in Rotterdam onder meer sportmarketing.

## Spelerscarrière

### Begin
Kunst begon met korfbal bij HKC in Hardinxveld. Daar doorliep hij de jeugdopleiding. Op 16e vertrok hij naar PKC in het naburige Papendrecht om het hoogst mogelijke niveau te spelen.

### PKC
Bij PKC kwam hij terecht in de A1. Na een jaar ging hij over naar de senioren en werd hij toegevoegd aan de hoofdmacht. 
Zodoende maakte hij in seizoen 2010-2011 zijn debuut in het 1e team van PKC en kreeg hij onder coach Ben Crum meteen een basisplaats.
In dit seizoen werd PKC in de zaal (Korfbal League net 4e, waardoor het in de play-offs terecht kwam. In de play-off serie won PKC in 3 wedstrijden van Koog Zaandijk, waardoor Kunst in zijn eerste seizoen al in de zaalfinale stond. In deze eindstrijd was TOP te sterk met 21-19. In de veldcompetitie gebeurde nagenoeg hetzelfde ; PKC verloor ook hier in de finale van TOP. 
In het seizoen erna, 2011-2012 deed PKC wederom goede zaken. In de zaal deden ze het beter dan het seizoen ervoor en werden ze 3e. Hierdoor kwamen ze AKC Blauw-Wit tegen in de play-offs. In de best-of-3 serie won PKC in 2 wedstrijden, waardoor Kunst voor het tweede jaar op rij in de zaalfinale stond. Dit maal was Koog Zaandijk de andere finalist en PKC verloor nipt met 20-19. In het veldseizoen miste PKC een plek in de nacompetitie.
In seizoen 2012-2013 was het wel raak voor PKC. Kunst werd topscoorder van de ploeg en onder zijn leiding werd PKC 1e in de League. In de play-offs wonnen ze weer van Blauw-Wit (nu in de derde, beslissende wedstrijd) en kwamen ze het Delftse Fortuna tegen in de finale. In de laatste minuut van de wedstrijd scoorde PKC de 20-19, waardoor het Nederlands zaalkampioen werd. In de veldcompetitie stond PKC ook in de finale, want de ploeg had in de kruisfinale KZ uitgeschakeld. Zodoende kon PKC de dubbel pakken, maar het verloor in de finale van Blauw-Wit met 25-22. Aan het eind van dit seizoen werd Kunst uitgeroepen tot Beste Speler onder de 23 Jaar.
In het seizoen erna, 2013-2014 deed PKC eerst mee aan de Europacup van 2014, als Nederlands zaalkampioen.
In dit toernooi doorliep de ploeg de poulefase gemakkelijk en kwam het in de finale terecht tegen het Belgische Boeckenberg. In een spannende finale won PKC met 31-27, waardoor Kunst nu ook Europees kampioen was. In de eigen Nederlandse competitie werd PKC 2e in de reguliere zaalcompetitie. In de play-offs won PKC van Fortuna en kwam het voor het 4e jaar op rij in de zaalfinale. Ook dit maal was TOP de tegenstander, net als in 2011. TOP won de wedstrijd met 21-20, waardoor PKC onttroond was als zaalkampioen. In de veldcompetitie kwam PKC Fortuna tegen in de kruisfinale, maar hier kreeg Fortuna sportieve wraak. Fortuna won de kruisfinale met 23-20, waardoor PKC niet in de veldfinale kon uitkomen.
In seizoen 2014-2015 was PKC uit op titels en dit lukte. In de Korfbal League werd Kunst voor het 3e jaar op rij topscoorder van PKC en de ploeg werd in de competitie overtuigend 1e. Hierdoor kwam het de nummer 4 tegen in de play-offs, namelijk KZ. PKC won de serie in 2 wedstrijden en kwam in de zaalfinale terecht. Net als het seizoen ervoor was TOP de andere finalist en ook nu werd de finale erg spannend. De wedstrijd leek gelijk te eindigen, maar met nog een aantal seconden op de klok schoot PKC's Johannis Schot de 22-21 binnen, waardoor PKC de zaaltitel heroverde. In de veldcompetitie was de finale ook TOP-PKC, maar PKC won deze finale niet. TOP won de veldfinale met 19-14, waardoor PKC de dubbel mis liep.
Als Nederlands zaalkampioen nam PKC deel aan de Europacup van 2016. Net als in 2014 kwam PKC Boeckenberg tegen in de finale. Dit maal verliep de finale wat gemakkelijker als 2 jaar terug, want PKC won overduidelijk met 31-21.
In de eigen competitie leek seizoen 2015-2016 veel op het seizoen ervoor. Ook nu speelden enkel TOP en PKC de finales, zowel de zaal- als veldfinale. TOP won de zaalfinale, maar in de veldfinale won PKC. Dit was de eerste veldtitel voor Kunst.
Na dit seizoen kwam er ook een einde aan het tijdperk van PKC coach Ben Crum. De taak van hoofdcoach werd per 2016-2017 ingevuld door de Belgische oefenmeester Detlef Elewaut. 
Zijn eerste job als nieuwe hoofdcoach was de Supercup ; een wedstrijd waarin de Nederlandse veldkampioen tegen de Belgische veldkampioen speelt. Zodoende speelde PKC tegen Boeckenberg, nota bene de club waar coach Elewaut net vandaan kwam. PKC won deze wedstrijd met 27-15.
Onder de nieuwe coach leek het team herboren, want in 2016-2017 deed PKC iets wat nog niet eerder was gebeurd; de ploeg bleef ongeslagen in de Korfbal League en won alle 18 competitieduels. Hierdoor ging PKC de play-offs in als ultieme titelfavoriet, maar hier ging het mis. PKC speelde de play-offs tegen het als nummer 4 geplaatste Blauw-Wit. De Amsterdammers wonnen brutaal de 1e wedstrijd met 27-23. PKC herstelde en won wedstrijd 2 waardoor de serie moest worden beslist in een derde wedstrijd. In een spannend duel won Blauw-Wit met 27-26, waardoor PKC een plek in de zaalfinale mis liep. In de veldcompetitie gebeurde nagenoeg hetzelfde. PKC had 18 punten verzameld, het meeste van alle veldploegen. Echter verloor PKC de kruisfinale van LDODK, een ploeg die 5 punten minder had verzameld in de competitie. Hierdoor speelde PKC geen enkele finale dit seizoen.
In seizoen 2017-2018 had PKC wederom een sterk seizoen. In de zaal werd de ploeg 1e met 33 punten uit 18 wedstrijden. Hierdoor kwam PKC in de play-offs het als 4e geplaatste Fortuna/Delta Logistiek tegen. Fortuna won brutaal de eerste wedstrijd en PKC won de tweede. Hierdoor moest de serie worden beslist in een derde wedstrijd. Deze wedstrijd eindigde gelijk en er moest via een golden goal een beslissing vallen. Uiteindelijk was het Fortuna dat de wedstrijd won met 21-20, waardoor PKC voor het tweede jaar op rij de zaalfinale mis liep. Iets later, in de veldcompetitie troffen deze twee ploegen elkaar weer, maar nu in de finale. Dit maal versloeg PKC Fortuna met 20-17, waardoor het alsnog de veldtitel pakte.
Ondanks deze veldtitel nam coach Elewaut na 2 seizoenen afscheid. De nieuwe coach van PKC werd Daniël Hulzebosch. Zijn eerste job was de Supercup van 2018. In deze wedstrijd speelde PKC tegen Kwik en PKC won 28-14. 
In de eigen competitie deed PKC het goed in seizoen 2018-2019. PKC werd 2e in de Korfbal League en kwam zodoende in de play-offs uit tegen LDODK. PKC won de serie in 2 wedstrijden en plaatste zich voor de zaalfinale. Nu was de andere finalist Fortuna, waar PKC vorig seizoen nog in de play-offs van had verloren. PKC verloor de finale met 21-19. In de veldcompetitie werd PKC in de kruisfinale uitgeschakeld door DOS'46, de oude ploeg van coach Hulzebosch.
Het seizoen erna, 2019-2020 begon goed voor PKC. In de eerste helft van de veldcompetitie werd enkel gewonnen en in de zaal stond de ploeg na 17 competitieduels ook bovenaan. PKC leek op weg naar beide nacompetities, totdat beide competities werden stopgezet vanwege COVID-19.
In 2020-2021 kreeg PKC een nieuw coachingsduo, namelijk Wim Scholtmeijer (voormalig bondscoach) en Jennifer Tromp. Vanwege COVID-19 begon de competitie iets later dan normaal en om de planning passend te maken, werd de Korfbal League in 2 poules opgedeeld. PKC werd na de reguliere competitie ongeslagen 1e in Poule A, waardoor het zichzelf plaatste voor de play-offs. In de eerste play-off ronde versloeg PKC in 2 wedstrijden DVO. In de tweede play-off ronde trad PKC aan tegen TOP. TOP won de eerste wedstrijd en PKC de tweede, waardoor er een derde en belissende wedstrijd gespeeld moest worden. In deze beslissingswedstrijd won PKC overtuigend met 29-19, waardoor PKC zich plaatste voor de zaalfinale. In de zaalfinale, die weer in Ahoy werd gespeeld, trof PKC Fortuna. Hierdoor werd de finale van 2021 een herhaling van de finale van 2019. PKC won de finale met 22-18, waardoor het sinds 2015 weer Nederlands zaalkampioen was.
In seizoen 2021-2022 deed PKC in het seizoen weer goede zaken. Gedurende de reguliere competitie verloor het slechts 2 wedstrijden. Hierdoor eindigde de ploeg als 2e en haalden ze als 1 van de favorieten de play-offs. In de play-off serie won PKC in 2 wedstrijden van concurrent DVO, waardoor PKC voor het 3e jaar op rij in de zaalfinale stond. Ook voor de 3e jaar op rij was Fortuna weer de tegenstander. De finale, die weer in een vol Ahoy werd gespeeld, was spannend. Uiteindelijk won Fortuna de finale met 22-21, waardoor PKC was onttroond als zaalkampioen.
Iets later, in de veldcompetitie, won PKC in de kruisfinale van LDODK met 17-15 en plaatste zich zodoende voor de veldfinale. In de finale won PKC nipt met 24-23 van DVO. Hierdoor was PKC de nieuwe Nederlandse veldkampioen.
In seizoen 2022-2023 begon PKC in een favorietenrol. De ploeg was in de beginfase van de Korfbal League het sterkste van alle ploegen. In januari 2023 mocht de ploeg zijn kwaliteit laten zien in een vernieuwde opzet van de Europacup, namelijk de Korfball Champions League. PKC versloeg in de halve finale de Belgische zaalkampioen Floriant met 21-13, waardoor het zich plaatste voor de finale. In deze finalestrijd won PKC van de Nederlandse zaalkampioen Fortuna met 19-10 waardoor het de eerste Champions League winnaar was.
In de eigen competitie zette PKC de goede lijn door en stond na de 18 reguliere speelrondes op plek 1 met 30 punten. In de play-off serie moest PKC aantreden tegen het als nummer 4 geplaatste LDODK. In deze best-of-3 serie won PKC in 2 wedstrijden en plaatste zich zodoende voor de 4e zaalfinale op rij. Dit maal was DVO de tegenstander. In de zaalfinale was PKC al snel te sterk en won het met duidelijke cijfers, 33-20. Hiermee pakte PKC ook een record, want het was nog nooit eerder gebeurd in de geschiedenis van de Korfbal League dat een ploeg boven de 30 goals maakte.
Iets later, in de veldcompetitie, deed PKC ook goede zaken. Zo stond de ploeg na de reguliere competitie bovenaan de Ereklasse B. Hierdoor had de ploeg zich geplaatst voor de kruisfinale. In de kruisfinale won PKC met 17-15 van LDODK, waardoor het zich voor het tweede jaar op rij plaatste voor de veldfinale. In de finale was Fortuna de tegenstander en PKC won de wedstrijd met 18-13, waardoor het de veldtitel prolongeerde.
In het volgende seizoen (2023-2024) werd het wederom en sterk seizoen voor PKC. In de zaalcompetitie won PKC 15 van de 18 wedstrijden en stond na de reguliere competitie op de 1e plek. Zodoende ging PKC als favoriet de play-off serie in. In de best-of-3 serie was KZ de tegenstander, de ploeg die als 4e eindigde in de competitie. PKC won in 2 wedstrijden, waardoor het zich plaatste voor de zaalfinale in Ahoy. Net als in het seizoen ervoor was DVO de tegenstander in Ahoy. In deze zaalfinale gaf DVO PKC meer partij, maar ook nu wist PKC de wedstrijd te winnen (23-21). Hierdoor wist PKC hun zaaltitel te prolongeren. Iets later, in de veldcompetitie plaatste PKC ongeslagen zichzelf voor de kruisfinale. Hier was Fortuna de tegenstander en die bleek een maatje te groot, PKC verloor de kruisfinale met 12-11. Dit was het laatste wapenfeit van Kunst bij PKC.

### Return bij HKC
In februari 2024 maakte Kunst bekend om per seizoen 2024-2025 terug te keren bij HKC, de club waar hij begon met korfbal.
Na 6 duels raakte Kunst geblesseerd op wintersport.

## Erelijst
- Korfbal League kampioen zaalkorfbal, 5x (2013, 2015, 2021, 2023, 2024)
- Ereklasse kampioen veldkorfbal, 4x (2016, 2018, 2022, 2023)
- Europacup kampioen zaalkorfbal, 2x (2014, 2016)
- Supercup kampioen veldkorfbal, 3x (2016, 2018, 2022)
- Beste Korfballer van het Jaar, 3x (2016, 2018, 2024)
- Beste Speler onder 23 Jaar, 1x (2013)
- Champions League kampioen zaalkorfbal, 2x (2023, 2024)

## Oranje
Kunst was vanaf januari 2012 een vast onderdeel van het Nederlands korfbalteam. 
Eerst onder leiding van Jan Sjouke van den Bos en later onder Wim Scholtmeijer en daarna Jan Niebeek.
Zo won Kunst goud op de volgende toernooien:
- World Games 2013
- EK 2014
- WK 2015
- EK 2016
- EK 2021

Kunst stopte in 2022 officieel bij Oranje. Hij had eerder een korte stop, want in 2018 maakte Kunst bekende te stoppen als international. Na 1 jaar afwezigheid werd Kunst in 2019 weer toegevoegd bij Oranje.
Het EK van 2021 zou het laatste wapenfeit zijn van Kunst in dienst van Oranje. Hij speelde in totaal 31 interlands.

## Trivia
- Kunst heeft het record op zijn naam van meeste goals in 1 wedstrijd, namelijk 18. Dit deed hij op 2 maart 2019 in de wedstrijd tegen KCC
- In maart 2019 scoorde Kunst zijn 1.000e goal in de Korfbal League, in een wedstrijd tegen TOP